# Crazy Taxi (серия игр)
Crazy Taxi (с англ. — «Безумное такси») — серия аркадных игр, издаваемая компанией Sega. Первая часть серии была разработана студией Hitmaker и выпущена в 1999 году на аркадные автоматы. Впоследствии были созданы различные продолжения и портированные версии оригинальной игры на разные платформы.

## Игровой процесс

Скриншот из первой игры серии. Основной целью является перевозка пассажиров в место назначения за определённое время

Все игры серии имеют общую цель — перевозка пассажиров за определённое время в место назначения. Первые игры Crazy Taxi были выполнены в трёхмерной графике и предоставляли игрокам открытый мир — нужно разъезжать по городу, подбирать и перевозить пассажиров, чтобы заработать деньги, причём пассажиры могут больше заплатить за выполнение зрелищных манёвров на дороге; кроме стандартного режима игры, присутствовали также различные мини-игры. Более поздние игры серии выпускаются на мобильных устройствах под управлением iOS и Android: они существенно отличаются от предшественников, их дизайн и управление адаптированы для сенсорного экрана, а в самих играх присутствует система внутриигровых покупок.

## Игры серии
| Название                  | Год  | Платформа |
| ------------------------- | ---- | --- |
| Crazy Taxi                | 1999 | аркадный автомат; Dreamcast; PlayStation 2; GameCube; Windows; BlackBerry; PlayStation 3; Xbox 360; iOS; Android |
| Crazy Taxi 2              | 2001 | Dreamcast |
| Crazy Taxi 3: High Roller | 2002 | Xbox; Windows; аркадный автомат                                                                                  |
| Crazy Taxi: Catch a Ride  | 2003 | Game Boy Advance                                                                                                 |
| Crazy Taxi: Fare Wars     | 2007 | PlayStation Portable                                                                                             |
| Crazy Taxi: City Rush     | 2014 | iOS; Android |
| Crazy Taxi Tycoon         | 2017 | iOS; Android |

## Оценки и мнения
| Игра                      | GameRankings                                                                      | Metacritic                                                        |
| ------------------------- | --------------------------------------------------------------------------------- | ----------------------------------------------------------------- |
| Crazy Taxi                | 90,27% (SDC) 79,07% (PS2) 71,09 % (NGC) 55,67 % (PC) 63,21 % (PS3) 61,75 % (X360) | 80/100 (PS2) 78/100 (iOS) 69/100 (NGC) 60/100 (PS3) 59/100 (X360) |
| Crazy Taxi 2              | 83,12% (SDC)                                                                      | 82/100 (SDC)                                                      |
| Crazy Taxi 3: High Roller | 70,29% (Xbox)                                                                     | 69/100 (Xbox)                                                     |
| Crazy Taxi: Catch a Ride  | 47,07% (GBA)                                                                      | 48/100 (GBA)                                                      |
| Crazy Taxi: Fare Wars     | 65,34% (PSP)                                                                      | 64/100 (PSP)                                                      |
| Crazy Taxi: City Rush     | 65% (iOS)                                                                         | 63/100 (iOS)                                                      |

Crazy Taxi получила высокие оценки от журналистов, которые хвалили оригинальный и динамичный игровой процесс, а также бодрое музыкальное сопровождение от групп The Offspring и Bad Religion. Большинство положительных отзывов приходилось на оригинальные версии для аркадных автоматов и консоли Dreamcast. Последующие переиздания тоже получали позитивные отзывы, однако оценки были ниже из-за отсутствия значительных нововведений, а также замены саундтрека.
Продолжения получали различные отзывы. В некоторых частях серии критики отмечали отсутствие нововведений, а в других — невысокое качество продукта в целом. Последние игры серии для мобильных устройств также получили смешанные оценки — основная критика шла в сторону частых загрузок, рекламы и внутриигровых покупок, но похвалы удостаивался интуитивно понятный геймплей.